# De nordiska huvudstädernas centrum för kulturutbyte
De nordiska huvudstädernas centrum för kulturutbyte (även Nordiskt kultursamarbete mellan huvudstäderna) var en stiftelse med syfte att sprida intresse och kunskap om kulturen inom de nordiska huvudstäderna och över Nordens gränser. Stiftelsen bildades 1963 och upphörde år 2002. Centrum för verksamheten var Hässelby slott i Stockholm.

## Historik
År 1931 förvärvade Stockholms stad det tidigare säteriet Hässelby slott. Under 1940- och 1950-talen hade staden olika inrättningar i byggnaden. I april 1960 föreslog Hjalmar Mehr, dåvarande finansborgarråd i Stockholms stad, att Hässelby slott skulle kunna bli ett kulturcentrum för de fyra nordiska huvudstäderna, Stockholm, Oslo, Köpenhamn och Helsingfors. Städerna utökades sedermera med Reykjavik. Organisationen finansierades av de fem stiftarna.
Efter restaureringen av anläggningen inrättades ”De nordiska huvudstädernas centrum för kulturutbyte”, som invigdes den 19 maj 1963 under närvaro av Gustav VI Adolf, Tage Erlander och ambassadörerna från alla nordiska länder. Hässelby slotts huvudbyggnad inreddes mycket vackert med både gamla och nya möbler och med konst från de olika nordiska huvudstäderna. Slottet öppnades för nordiska möten och konferenser samt för kurser för stipendiater. Under sommaren var slottet öppet för alla gäster. Efter några år kom även städerna Mariehamn, Nuuk och Torshamn, huvudstäder i Åland, Grönland och Färöarna, att medverka. År 1986 invigdes en ny konferensbyggnad med restaurang och samlingssal. De nordiska mötena blev allt kortare med tiden. År 1995 tog Fazer Restaurang & Konferens över driften av slottet. År 2000 upphörde verksamheten och ansvaret för det fortsatta kultursamarbetet lades på ansvariga kulturorgan i respektive stad. Kulturnämnden i Stockholm fick ansvaret för det fortsatta samarbetet med regelbundna kulturnämndskonferenser som alternerar mellan städerna. Stiftelsen upphörde 2002.
Vid Hässelbystiftelsens avslutande styrelsemöte i Stockholm den 3 maj 2002 beslöts att stiftelsens sammanlagda behållning (500 000 Sek) utbetalas till Stockholms kommun att ställas till förfogande för dess kulturnämnd. Dessa medel har till och med våren 2008 utnyttjats för stipendier och annat kultursamarbete. År 2010 sålde Stockholms stad Hässelby slott för 50 miljoner kronor till Svensk Inredning Viking AB (SIVAB).